# Оттон II фон Вальдек

Графство Вальдек на карте Германии 1400 года (зелёным)

Оттон II (нем. Otto II. von Waldeck; не ранее 1307 — 1369) — граф Вальдека с 1344 года. Сын Генриха IV фон Вальдека и Адельгейды Клевской.

## Биография
Соправитель отца с 1332 года. С 1344 года, после его отречения — граф Вальдека. В 1349 году получил от императора Карла IV титул имперского графа.
В 1339 или 1340 года Оттон II женился на Матильде (Мехтильде) (ум. не позднее 1356), дочери герцога Оттона III Брауншвейг-Люнебургского. Известно двое их детей:
- Генрих VI, граф Вальдека
- София, монахиня в Фолькхардингхаузене.

После смерти тестя, не оставившего сыновей, предъявил права на наследство, которое однако досталось младшему брату покойного — Вильгельму. Император постановил, что тот должен выплатить Оттону II компенсацию в размере 100 тысяч марок, однако эти деньги никогда уплачены не были.
Овдовев, в 1357 году Оттон II вторым браком женился на Маргарите фон Лёвенберг.
В 1357 году получил в залог от майнцского архиепископа Герлаха половину сеньории Иттер за 1000 марок серебра. Однако его сын Генрих VI в 1381 году заложил её Тиле I Вольфу фон Гульденбергу (эти земли вернулись Вальдеку в 1542 году).